# Prijevodi Biblije na bjeloruski jezik
Prijevodi Biblije na bjeloruski jezik započeli su prvim prijevodom, koji je djelo Francyska Skaryne 1517. godine. 
Tiskao je prvu knjigu Biblije pod nazivom Psaltir, na staro-bjeloruskoj recenziji crkvenoslavenskoga jezika, 6. kolovoza 1517. u Pragu. Nastavio je tiskanje u Vilniusu. Od 1517. do 1519. preveo je 23 knjige Biblije. Njegov prijevod Biblije na bjeloruski jezik bio je prvi prijevod na nekom istočnoslavenskom jeziku i jedan od prvih prijevoda na nekome od europskih jezika.
Bjeloruski slavist i prevoditelj Vasil Sjargejevič Sjomuha, uz pomoć metropolita Bjeloruske autokefalne pravoslavne crkve Nikolaja i misionara svjetskih misijskih ministarstava Georgea Rapetskyja iz Kanade preveo je Bibliju na bjeloruski jezik iz staroslavenske Biblije.

## Prijevodi Biblije na bjeloruski jezik
- Francisk Skaryna, 1517.
- Luka Dzekul-Malej, *1926, 1931
- Anton Luckevič, 1931
- Vasil Syargeevich Syomukha, 2003.